# Huérmeces del Cerro
Huérmeces del Cerro és un municipi de la província de Guadalajara, a la comunitat autònoma de Castella-La Manxa.